# Rencontre avec le mal
Pour plus de détails, voir Fiche technique et Distribution.
Rencontre avec le mal (Meeting Evil) est un film américain réalisé par Chris Fisher, sorti en 2012. Il met en scène Samuel L. Jackson et Luke Wilson.

## Synopsis
John Felton est un agent immobilier, marié et père de deux enfants, qui vient de se faire licencier après avoir raté la vente d'une propriété. De retour chez lui, il avoue cet échec à sa femme. Quelques instants plus tard, un dénommé Richie frappe à sa porte pour lui demander de l'aider à démarrer sa voiture. John se blesse en l'aidant et donc Richie lui propose de l'emmener à l'hôpital. Il accepte et se retrouve embarqué malgré lui dans un road-trip semé de cadavres...

## Fiche technique
- Réalisation et scénario : Chris Fisher
- Directeur de la photo : Marvin V. Rush
- Montage : Miklos Wright
- Musique : Ryan Beveridge
- Direction artistique : Tom Lisowski
- Production : Justin Bursch, Mike Callaghan et Brad Krevoy
- Distribution : Sony Pictures
- Durée : 89 minutes
- Dates de sortie :
  -  États-Unis : 4 mai 2012
  -  France : 22 août 2012 (Directement en DVD)

## Distribution
- Luke Wilson (VF : Lionel Tua) : John Felton
- Samuel L. Jackson (VF : Thierry Desroses) : Richie
- Leslie Bibb (VF : Valérie Siclay) : Joanie Felton
- Tracie Thoms (VF : Ilana Castro) : Latisha Rogers
- Peyton List (VF : Caroline Lallau) : Tammy Strate
- Muse Watson (VF : Frédéric Cerdal) : Frank
- Jason Alan Smith (VF : Laurent Larcher) : Trevor
- Ryan Lee (VF : Gabriel Bismuth-Bienaimé) : Scooter

Source et légende : Version française sur RS Doublage